# 麦氏新蛇鳗
麦氏新蛇鳗（学名：Neenchelys mccoskeri）也称新鰻、鰻仔、硬骨篡、篡仔、硬骨仔，是蛇鳗科新鳗属的一种。分布于台湾及日本海域，模式标本采集自台湾屏东县东港镇。种小名取自美国学者约翰·E·麦科斯克（John E. McCosker）的姓氏，以表彰他对鳗鱼系统学研究的贡献，使得研究人员能够描述新物种。

## 鉴别特征
全长（TL）266—522毫米。头长为全长的6.4—7.7%；尾长为全长的57—63%；体细长，鳃孔处体高为全长的1.5—3.2%；前鼻孔后缘有一突出的囊；背鳍起点位于躯干中央，从背鳍起点至经过肛门的垂线的距离为躯干长度的46—59%；胸鳍小，为头长的1.5—4.3%；脊椎骨数172—184，其中背鳍前脊椎34—41，臀鳍前脊椎62—68；平均脊椎骨形式为36.9—65.0—178.7。活体时，头前部为褐色，身体呈粉灰色，奇鳍边缘后端为黑色。